# Мок'юментарі
Мок'юментарі, докукомедія (англ. mockumentary, docucomedy) — тип фільму чи телевізійного шоу, в якому вигадані події представлені в документальному стилі для створення пародії. Ці постановки часто використовуються для сатиричного аналізу та коментарів поточних подій і питань, використовуючи вигадані обставини, або просто для пародії жанру документалістики. Вони можуть мати як комедійну, так і драматичну форму, хоча комедійні мок'юментарі є більш поширеними.
На відміну від псевдодокументального фільму, мок'юментарі завжди задуманий як сатира чи гумор.

## Приклади
- «2020. Безлюдна країна» — псевдодокументальний повнометражний художній фільм режисера Корнія Грицюка, знятий в Україні.
- «Капітан Бровари» — псевдодокументальний короткометражний художній фільм — студентська робота Едуарда Нечмоглода.